# Elusa (gênero)
Elusa é um gênero de traça pertencente à família Arctiidae.